# Eliezer Geller
Eliezer Geller lub Eleizer Geller ps. Eugeniusz (ur. 1918 w Opocznie, zm. pod koniec 1943 albo na początku 1944 w KL Auschwitz-Birkenau) – polski Żyd, działacz konspiracji antyhitlerowskiej w czasie II wojny światowej, współorganizator podziemia w getcie warszawskim, jeden z dowódców Żydowskiej Organizacji Bojowej (ŻOB) i wojskowych dowódców powstania w getcie warszawskim z ramienia tej organizacji.

## Życiorys
Pochodził z Opoczna. Był absolwentem Wyższej Szkoły Handlowej w Łodzi. Podczas kampanii wrześniowej jako żołnierz WP, brał udział w bitwie pod Kutnem, dostając się do niewoli niemieckiej. W drugiej połowie 1940 r., przeniesiony z obozu jenieckiego wraz z innymi żołnierzami WP narodowości żydowskiej do getta warszawskiego. Był liderem syjonistycznej organizacji Gordonia (młodzieżówki partii Hitachdut) w getcie. Redagował i częstokroć kolportował organ prasowy organizacji Słowo Młodych. Podróżował po kraju pod fałszywym imieniem i nazwiskiem – Jan Kowalski, organizując grupy samoobrony żydowskiej na Śląsku.
Jako jeden z pierwszych uzyskał informację o eksterminacji Żydów w obozach zagłady. Zajmował się fabrykowaniem dokumentów, umożliwiając ucieczkę z getta wielu rodakom. Opuścił getto przed wielką akcją likwidacyjną, trwającą od 22 lipca do 21 września 1942. Podczas drugiej akcji likwidacyjnej w dniach 18–22 stycznia 1943 r., uczestniczył w pierwszej zbrojnej akcji oporu na ulicy Zamenhofa róg Niskiej, Muranowskiej i Miłej, kiedy to bojowcy Mordechaja Anielewicza zaatakowali zbrojnie Niemców prowadzących kolumnę Żydów na Umschlagplatz.
Podczas powstania w getcie warszawskim był jednym z dowódców wojskowych ŻOB-u, dowodząc 8 lub 9 grupami bojowymi, walczącymi na terenie szopów Többensa i Schulza, w rejonie ulic Leszno, Nowolipki i Smoczej. Gdy jego bojowcom zabrakło amunicji, a sytuacja stała się beznadziejna, 29 lub 30 kwietnia wycofał się wraz z grupą ok. 40 bojowców, kanałami na stronę aryjską. Ukrywał się wraz z kilkoma innymi powstańcami w tym Tosią Altman w Fabryce Błon Celuloidowych przy ul. 11 Listopada 10 na warszawskiej Pradze. 24 maja 1943 r., w fabryce wybuchł pożar i doszło do eksplozji, w wyniku której zginęli lub zostali aresztowani wszyscy ukrywający się Żydzi, z wyjątkiem Gellera, który mimo poparzeń wymkną się i wmieszał w tłum gapiów.
W lecie 1943 r., zgłosił się w ośrodku internowania w hotelu Polskim przy ul. Długiej w Warszawie, licząc na pozwolenie na emigrację do któregoś z krajów neutralnych. Deportowany początkowo do obozu w KL Bergen-Belsen, następnie Bergau koło Drezna, 21 października został deportowany do Auschwitz-Birkenau, gdzie został zamordowany.
Pojawia się w książce Hanny Krall – Zdążyć przed Panem Bogiem (Wydawnictwo Literackie, Kraków, 1977), opartej na wywiadzie z ostatnim przywódcą powstania w getcie warszawskim Markiem Edelmanem.

## Ordery i odznaczenia
- Krzyż Srebrny Orderu Virtuti Militari – nadany przez prezydenta RP Bolesława Bieruta w 1948[1]